# Cleveland Orchestra

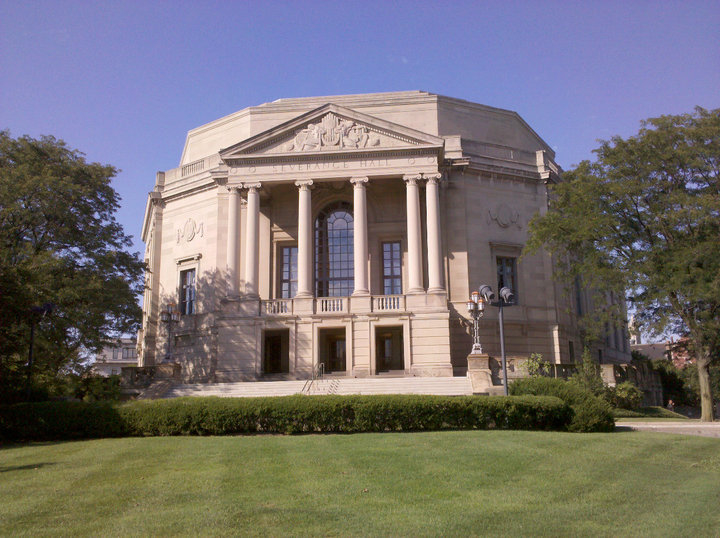
Severence Hall

Het Cleveland Orchestra is een Amerikaans symfonieorkest in Cleveland (Ohio) dat in 1918 is opgericht. Het orkest wordt traditioneel tot de Big Five gerekend.
Al kort na de oprichting maakte het orkest tournees door de Verenigde Staten. Ook werkte het al vroeg mee aan radio-uitzendingen. In 1928 maakt het orkest de eerste opname van de Tweede Symfonie van Sergei Rachmaninov. De Severence Hall is sinds 1931 de vaste concertzaal van het Cleveland Orchestra. Zomers speelt het orkest in het Blossom Music Center te Cuyahoga Falls.
Het orkest bereikte een internationaal topniveau onder George Szell, een veeleisende dirigent. Ook tegenwoordig is dit een van de meest Europees-klinkende onder de Amerikaanse symfonieorkesten. Het orkest speelt met een lagere stemtoonhoogte dan andere symfonieorkesten, namelijk a = 415 hertz. Het Cleveland Orchestra is met enige regelmaat ook in Europa voor concerten in Luzern en Wenen (in de Wiener Musikverein). Tot de gastdirigenten die concerten gaven en opnamen maakten met het orkest behoren onder anderen Michael Tilson Thomas, Riccardo Chailly, Vladimir Asjkenazi, Oliver Knussen en Kurt Sanderling.

## Dirigenten
- 1918-1933 Nikolai Sokoloff
- 1933-1943 Arthur Rodzinski
- 1943-1944 Erich Leinsdorf
- 1946-1970 George Szell
- 1970-1972 Pierre Boulez
- 1972-1982 Lorin Maazel
- 1984-2002 Christoph von Dohnányi
- 2002- Franz Welser-Möst